# Samostan Školskih sestara franjevki Krista Kralja u Bučićima
Samostan Svete Obitelji je rimokatolički samostan Školskih sestara franjevki Krista Kralja u Bučićima. Posvećene je sv. Obitelji.

## Vanjske poveznice
- Školske sestre franjevke Krista Kralja Samostan Bučići